# Debo hacerlo (canción)
"Debo hacerlo" es una canción bailable escrita, producida e interpretada por el cantautor mexicano Juan Gabriel . Fue lanzado como el primer sencillo de su álbum recopilatorio del mismo título (1987). Esta canción se convirtió en la última canción original grabada por Gabriel, hasta 1994, debido a una disputa de derechos de autor con BMG sobre su repertorio, y luego fue versionada por Ana Gabriel, Nydia Rojas, Pandora, José Octavio y Aleks Syntek .

## Antecedentes
"Debo hacerlo" se convirtió en la última canción original grabada por el cantautor mexicano Juan Gabriel, debido a su negativa a grabar ningún material nuevo, ya que la disputa con BMG por los derechos de autor de sus canciones quedó sin resolver. Además, al escuchar "Debo Hacerlo" se puede escuchar la misma intro de su sencillo anterior, "Hasta que te Conoci", y de hecho, parte de la progresión de acordes de "Hasta" continúa en "Debo Hacerlo". Para lanzar esta canción, el sello discográfico seleccionó once pistas publicadas anteriormente del catálogo de Gabriel. Gabriel hizo una aparición especial en el 'Festival Acapulco 1988' para presentar la canción. La canción se convirtió en un éxito en México, donde permaneció siete meses dentro del Top 5, lo que llevó al álbum principal a vender seis millones de copias en América Latina y a recibir una certificación de platino en Estados Unidos por ventas de 100,000 unidades.

## Rendimiento y versiones
La canción debutó en la lista Billboard Hot Latin Tracks en el número 30 el 26 de diciembre de 1987 y subió al top diez cinco semanas después. Alcanzó la primera posición de la lista el 16 de abril de 1988, reemplazando a "Ay amor " de la cantautora mexicana Ana Gabriel y siendo reemplazado una semana después por " Y Ahora te vas" de Los Bukis .  Esta canción se convirtió en el segundo éxito número uno de Gabriel en la lista Hot Latin Tracks como intérprete principal, después de " Yo No Sé Qué Me Pasó " en 1986 y su cuarto sencillo número uno como compositor. Terminó 1988 como el quinto sencillo con mejor desempeño del año .
Ha sido versionado por varios artistas. El trío mexicano Pandora grabó un cover de la canción en un popurrí junto con "Caray", "Querida" y "Me Nace del Corazón", lanzaron esta versión como segundo sencillo de su álbum nominado al Grammy ... Con amor eterno (1991). Este popurrí alcanzó el puesto número tres en la lista Hot Latin Tracks.  Una versión flamenca / house fue grabada por Ana Gabriel en 2005 en su disco de covers Dos Amores, Un Amante . El cantautor mexicano Aleks Syntek grabó otra versión de la canción en el álbum Tributo Amo al Divo de Juárez . Nydia Rojas, Will Veloz, Pepe González, Mariachi Arriba Juárez y José Octavio también hicieron su versión del tema. Juan Gabriel volvió a grabar "Debo hacerlo" para celebrar el 30 aniversario de su carrera, en su álbum de 2001 Por Los Siglos .

## Otros usos
En 2015, la gimnasta rítmica bielorrusa Melitina Staniouta utiliza para su rutina de cintas una versión abreviada de la canción con la voz de Ana Gabriel .

## Lista de canciones
- Maxi - Sencillo de vinilo[11]

1. "Debo hacerlo"
2. "Pensamientos"